# 美濃和紙あかりアート館
美濃和紙あかりアート館（みのわしあかりアートかん）は、岐阜県美濃市にある美術館。「美濃和紙」と「あかり」をテーマにしている。
美濃市美濃町伝統的建造物群保存地区で毎年10月に開催される「美濃和紙あかりアート展」を館内に再現してある。

## 建築
建物は1941年頃（昭和16年頃）に美濃町産業会館として建築された。2005年（平成17年）には国の登録有形文化財に登録された。

## 館内
1階
- 和紙のライトを売っているショップ
- 休憩所

2階（美濃和紙あかりアートミュージアム）

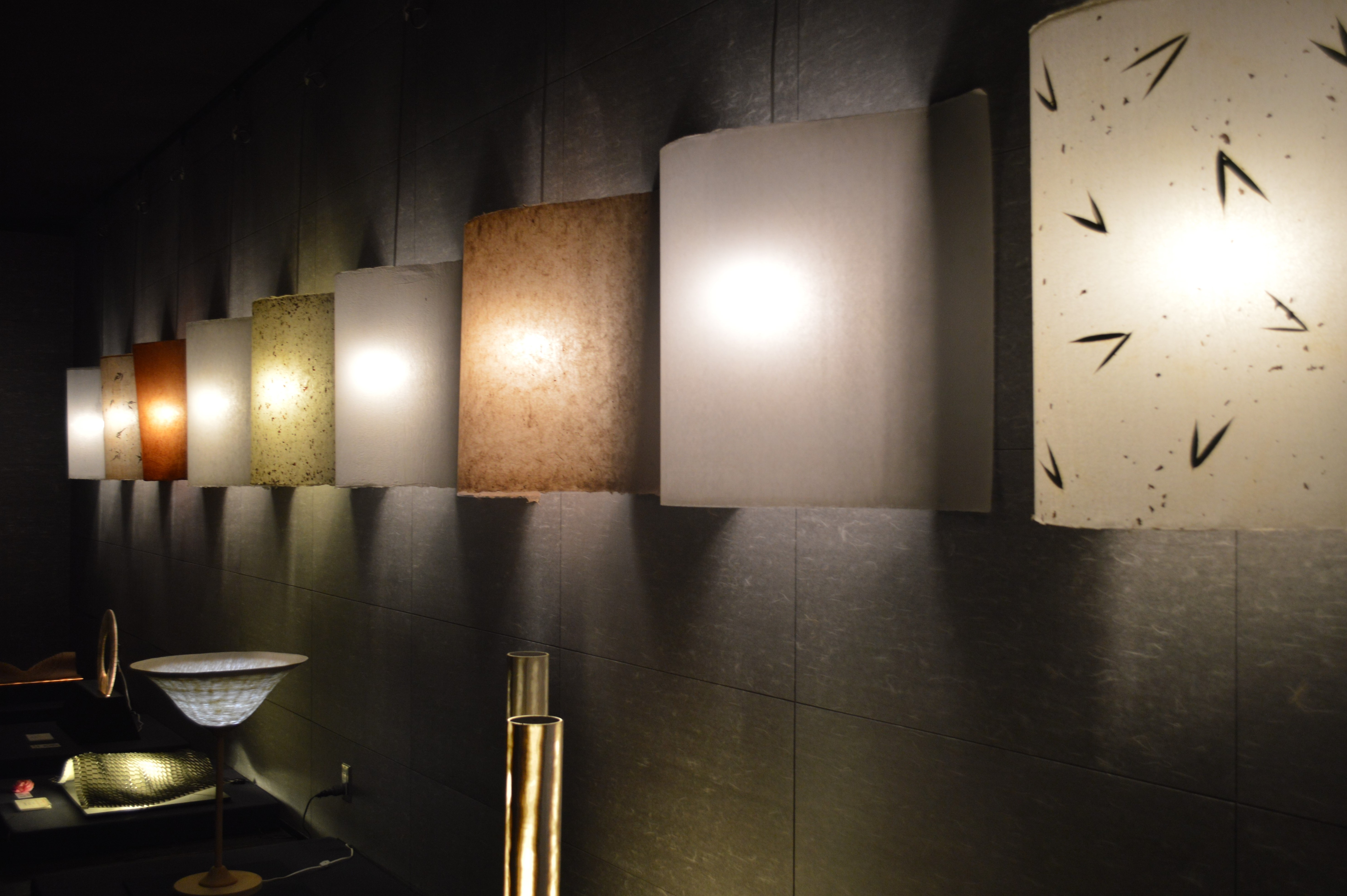
美濃和紙あかりアートミュージアム

- 常設展示室（あかりアート作品） - 「美濃和紙あかりアート展」を再現。
- あかりアートフォトギャラリー
- 企画展示室

## アクセス
- 長良川鉄道越美南線 美濃市駅下車後徒歩で約15分。